# Ипполит, закрывающийся плащом
«Ипполит, закрывающийся плащом» (др.-греч. Ἱππόλυτος καλυπτόμενος) — трагедия древнегреческого драматурга Еврипида на сюжет из аттических мифов, впервые поставленная на сцене в 434 году до н. э. Её текст полностью утрачен. Театральное представление пьесы провалилось, так что Еврипиду пришлось писать новую пьесу на тот же сюжет.

## Сюжет и история создания
Сюжет трагедии связан с античной мифологией аттического цикла. Вторая жена царя Афин Тесея Федра влюбилась в его сына от первой жены Ипполита, преданного девственной богине Артемиде и отвергавшего дары Афродиты. Она призналась в своих чувствах, но не нашла взаимности, и тогда заявила мужу, будто пасынок её изнасиловал. Ипполит, проклятый отцом, погиб, а Федра покончила с собой из-за угрызений совести. Название «Ипполит, закрывающийся плащом» пьеса получила от античных зрителей и читателей в связи с тем, что главный герой, слушая признание мачехи в любви, закрывал голову плащом от стыда.
Нет никаких данных о существовании этого мифа до V века до н. э. Перу Софокла принадлежала трагедия «Федра», но неясно, была ли она написана до «Ипполита» или после. Соответственно высока вероятность того, что именно Еврипид разработал миф об Ипполите и Федре в том виде, в каком он стал известен в последующие эпохи. Драматург мог опираться на бытовавшие тогда представления о дочерях Пасифаи как порочных женщинах (они связаны с неверно понятым мифом о любви Пасифаи к быку), на данные о трезенском культе Ипполита, связанном с культами Артемиды и Афродиты одновременно. Бродячий сюжет о женщине, строящей козни против мужчины, который её отверг, Еврипид разрабатывал в трагедиях «Сфенебея» и «Пелей».
Действие «Ипполита, закрывающегося плащом» происходит в Афинах, когда Тесей находится в царстве мёртвых. В одной из сцен Федра открыто признаётся пасынку в любви, а получив отказ, рвёт на себе одежду, устраивает беспорядок в комнате и объявляет вернувшемуся мужу, что Ипполит её изнасиловал. Такая версия сюжета показалась афинским зрителям слишком безнравственной и даже шокирующей, так что театральное представление пьесы провалилось. В 428 году до н. э. Еврипид написал вторую трагедию на тот же сюжет, «Ипполит, несущий венок», в которой действие происходит уже в Трезене. Здесь зритель не слышит откровенных разговоров и не видит ничего, что могло бы показаться непристойным. Федра, не встретив взаимность, совершает самоубийство, в её руках находят письмо с ложным признанием, и только после этого погибает Ипполит.

## Влияние
Первую версию сюжета об Ипполите воспроизвели Псевдо-Аполлодор, автор гомеровских схолий, Овидий в «Героидах» и Луций Анней Сенека в трагедии «Федра», а вторую — Псевдо-Гигин. Трагедию на ту же тему написал живший в эллинистическую эпоху Ликофрон; у Сопатра Пафосского есть комедия «Ипполит».